# Chelonus orientalis
Chelonus orientalis är en stekelart som beskrevs av Szepligeti 1902. Chelonus orientalis ingår i släktet Chelonus och familjen bracksteklar. Inga underarter finns listade i Catalogue of Life.